# كورين ماسييرو
كورين ماسيرو (بالفرنسية: Corinne Masiero)‏ هي ممثلة فرنسية ولدت في 3 فيفري 1964 في دواي بفرنسا

## روابط خارجية
- كورين ماسييرو على موقع IMDb (الإنجليزية)
- كورين ماسييرو على موقع قاعدة بيانات الأفلام العربية
- كورين ماسييرو على موقع ألو سيني (الفرنسية)
- كورين ماسييرو على موقع أول موفي (الإنجليزية)
- كورين ماسييرو على موقع قاعدة بيانات الأفلام السويدية (السويدية)
- كورين ماسييرو على موقع قاعدة بيانات الفيلم (الإنجليزية)
- كورين ماسييرو على موقع كينوبويسك (الروسية)